# Al-Mulk
Al-Mulk (Il Regno) è la sessantasettesima Sura del Corano, una sura meccana composta da 30 versetti. Questa sura è incentrata sull'esaltazione della grandezza e del potere di Allah, sulla creazione dell'universo come segno del Suo dominio e sulla responsabilità umana nei confronti della fede e dell'obbedienza.

## Contenuto

### L'Esaltazione del Dominio di Allah
Versetti 1-5: La sura inizia esaltando la grandezza di Allah e il Suo dominio su tutto l'universo. Descrive come Allah abbia creato la vita e la morte per mettere alla prova gli esseri umani, mostrando loro chi sia più virtuoso nelle loro azioni.

### I Segni della Creazione
Versetti 6-11: Vengono presentati diversi segni della creazione di Allah, come la perfezione del cielo e della terra, il fluire dell'acqua e la crescita delle piante. Gli esseri umani sono invitati a riflettere su questi segni come prove del potere e della sapienza di Allah.

### Il Richiamo alla Fede
Versetti 12-14: Gli esseri umani sono esortati a riconoscere la loro dipendenza da Allah e ad adorarlo con devozione. Chi rifiuta la fede e persiste nell'arroganza verrà condannato alla punizione infernale.

### L'Avvertimento contro l'Incredulità
Versetti 15-26: Vengono presentati diversi argomenti per confutare le obiezioni degli increduli e per avvertirli delle conseguenze della loro incredulità. Sono descritte le punizioni che attendono coloro che respingono la verità e si allontanano dalla via retta.

### L'Invito alla Riflessione
Versetti 27-30: La sura si conclude con un invito a riflettere sui segni di Allah e sull'importanza di seguire la via della fede e dell'obbedienza. Viene ribadito che solo coloro che seguono la guida divina saranno guidati sulla retta via.

## Analisi
La Sura Al-Mulk sottolinea l'importanza della riflessione sulla grandezza di Allah e sulla Sua creazione come segno del Suo dominio e della Sua sapienza. Invita gli esseri umani a riconoscere la loro dipendenza da Allah e a seguire la via della fede e dell'obbedienza per ottenere la Sua misericordia e la Sua guida. Inoltre, avverte gli increduli delle conseguenze della loro incredulità e li esorta a abbracciare la verità e la rettitudine. In sintesi, la Sura Al-Mulk offre importanti insegnamenti sulla fede, sull'adorazione devota e sulla responsabilità umana nei confronti di Allah.